# Andy Hurst
Andy Hurst (* 1974 in Brighton) ist ein britischer Regisseur und Drehbuchautor.

## Beruflicher Werdegang
Andy Hurst begann bereits als Zwölfjähriger, eigene Kurzfilme zu erstellen. Mit den Dreharbeiten zu seinem ersten Spielfilm Project: Assassin – Der Gedankenkiller, begann er 1992 während seiner Schulferien. Bei den Internationalen Filmfestspielen von Cannes lernte Hurst den Produzenten Marco Weber kennen. Mit seiner Hilfe konnte der Film schließlich 1997 fertiggestellt und veröffentlicht werden. Weber war auch Produzent des Filmes You Are Dead, für den Andy Hurst das Drehbuch schrieb und Regie führte. Das Musikvideo zum gleichnamigen Titelsongs des Spielfilms, den Die Toten Hosen produzierten, drehte ebenfalls Andy Hurst.
Aus Hurst Feder stammen die Drehbücher verschiedener Thriller, darunter Wild Things 2 und Wild Things 3. Bei Wild Things 4 (Wild Things: Foursome) und Are You Scared? führte er zusätzlich Regie. 
2008 führte Hurst Regie in dem Horrorfilm Wahre Macht - Tagebuch eines Serienkillers (Diary of a Serial Killer).

## Filmografie (Auswahl)
- 1997: Project: Assassin – Der Gedankenkiller (Project: Assassin)
- 1999: You Are Dead
- 2004: Wild Things 2 (Drehbuch)
- 2005: Erdbeben – Wenn die Erde sich öffnet... (Nature Unleashed: Earthquake) (Drehbuch)
- 2005: Wild Things 3 (Drehbuch)
- 2006: Are You Scared?
- 2008: Wahre Macht – Tagebuch eines Serienkillers (Diary of a Serial Killer)
- 2010: Wild Things 4 (Wild Things: Foursome)